# Pračka

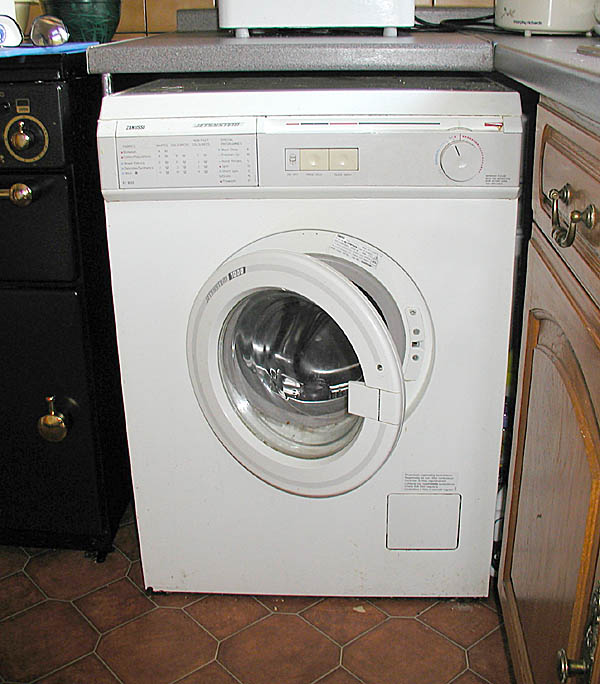
Pračka z roku 2000

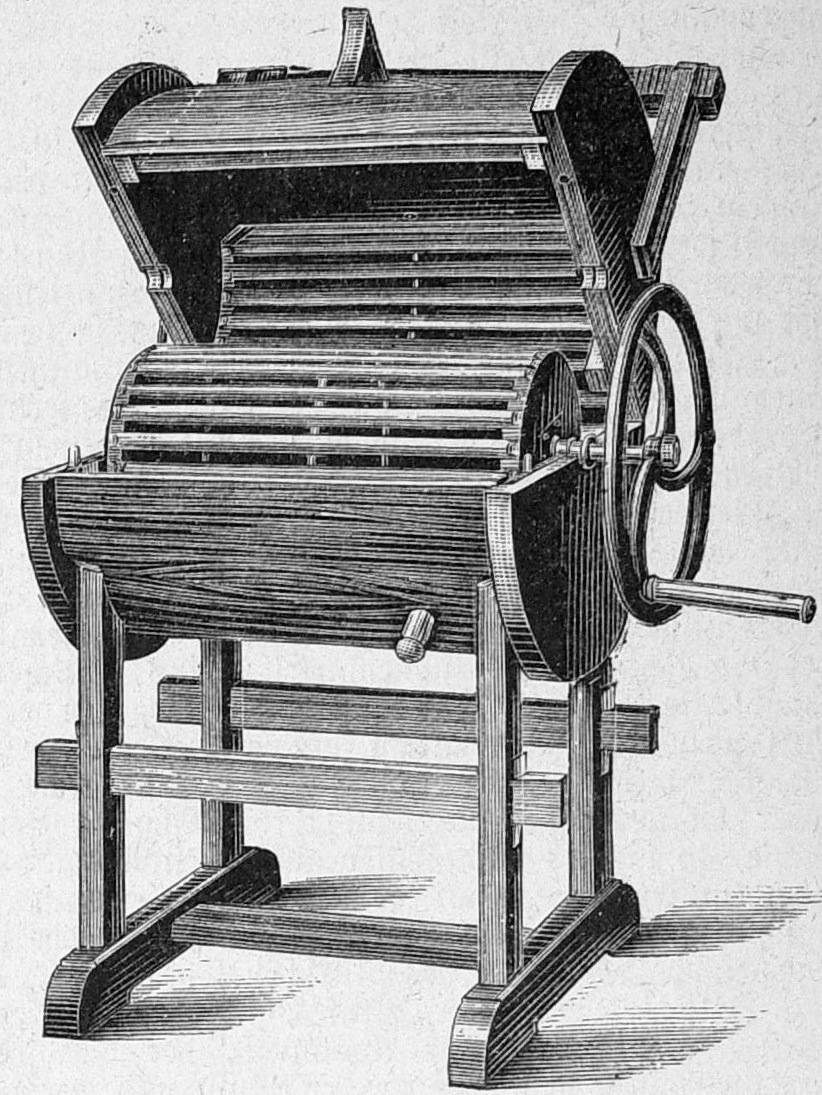
Dřevěná ruční pračka (1886)

Domácí pračka je stroj určený v jednoduchém provedení k praní, případně vyváření špinavého prádla, u modernějších též k jeho odstřeďování. První pračku sestrojil Angličan Stender kolem roku 1750.
Termín pračka se obvykle používá pro stroje peroucí vodním čisticím roztokem – na rozdíl od chemického čištění, které používá jiné čisticí chemikálie a je obvykle provozováno ve specializovaných provozovnách veřejných služeb. Velké pračky zejména na ložní prádlo jsou také užívány ve velkých prádelnách určených pro hromadné praní prádla, například pro nemocnice či armádu. Zde se v minulosti používaly velké bubnové pračky s vrchním plněním.
Při praní se do prostředí uvolňují mikroplasty, takže je navrhnuto do praček zabudovávat filtry. Jinak je doporučeno prát méně, při menších teplotách s méně pracího prostředku.

## Základní typy automatických praček
Moderní automatické pračky pro domácnost se vyrábí ve dvou základních provedeních:

### Pračky s předním plněním
Moderní pračky s předním plněním jsou ideální zejména v případě, kdy uživatele nesužuje nedostatek místa. Vůči pračkám s vrchním plněním (plněné vrchem) nabízí řadu výhod. Především disponují velkou kapacitou, díky rozměrnému otvoru nabízí komfortní užívání, a horní stranu lze využít pro odkládání předmětů nebo postavení sušičky. Nabídka praček s předním plněním je také mnohem pestřejší.
Oproti pračkám plněných vrchem vyžadují pračky s předním plněním prostor pro otevření dvířek bubnu. Při vkládání a vyndávání prádla je uživatel nucen se ohýbat. Pračky s předním plněním jsou také obvykle rozměrnější a tudíž i zabírají více prostoru. 

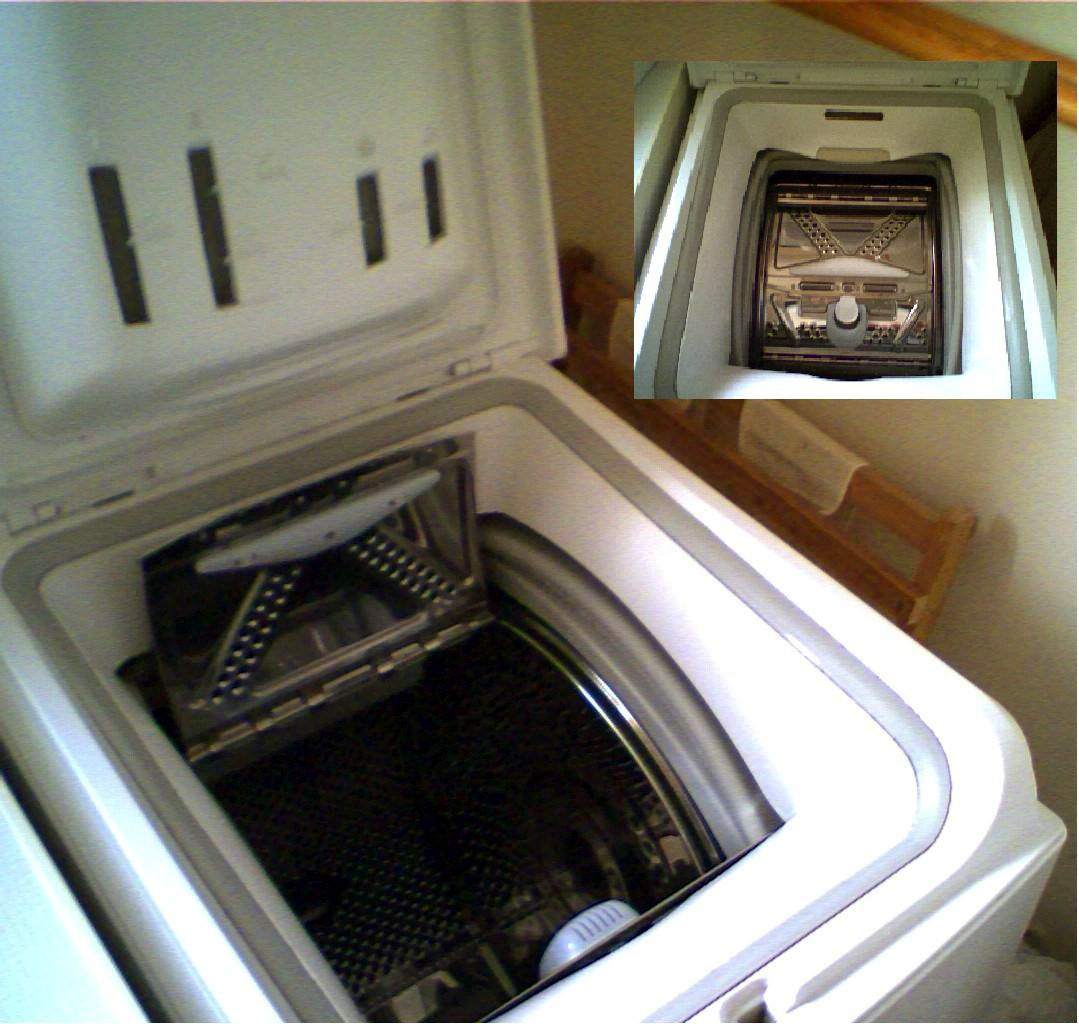
Pračka s vrchním plněním

#### Slim pračky
Pračky s předním plněním existují ještě v tzv. slim (úzké) variantě, tedy ve verzi se zkrácenou hloubkou. Nevýhodou je, že na tuto pračku není možné postavit sušičku standardních rozměrů, ale pouze tzv. slim sušičku. Slim pračky mají menší kapacitu, okolo 6 kg.

### Pračky s vrchním plněním
Pračky s vrchním plněním jsou obvykle méně rozměrné než pračky s předním plněním. Díky tomu, že se otevírají na horní straně, nejsou náročné na místo před sebou a uživatel se při plnění a vyprazdňování nemusí ohýbat. 
Nevýhodou je zpravidla menší kapacita bubnu (vyperou méně prádla na jeden cyklus), nemožnost odkládání věcí nebo umístění sušičky na jejich horní část. 
V zahraničí se vyrábí pračky s vrchním plněním, ale vertikálním uložením bubnu; pračka je široká a kapacita bubnu je dostatečná.

### Pračka se sušičkou
Pračka může být vybavena i sušičkou prádla. Běžně se sice sušička vyrábí jako samostatný stroj, ale pro úsporu místa nebo námahy s přemisťováním prádla mohou být funkce obou strojů sdruženy.
Nevýhodou je, že kapacita sušičky je většinou poloviční proti kapacitě pračky. Znamená to, že při využití obou funkcí lze prát jen polovinu běžné náplně prádla nebo je třeba před sušením polovinu prádla odebrat. S další várkou prádla je nutno vyčkat dokončení sušení, při poruše není možno ani prát ani sušit. Některé pračky se sušičkou jsou schopny provádět obě funkce bez přerušení a s plnou náplní prádla.
Většina praček se sušičkou není energeticky úsporná – na sušení prádla používají klasické topení s odporovou spirálou; existují ale i výrobky se sušičkou s tepelným čerpadlem. 

## Konektivita
Některé moderní pračky obsahují porty USB, nebo Wi-Fi pro připojení do domácí sítě spotřebičů nebo do internetu.

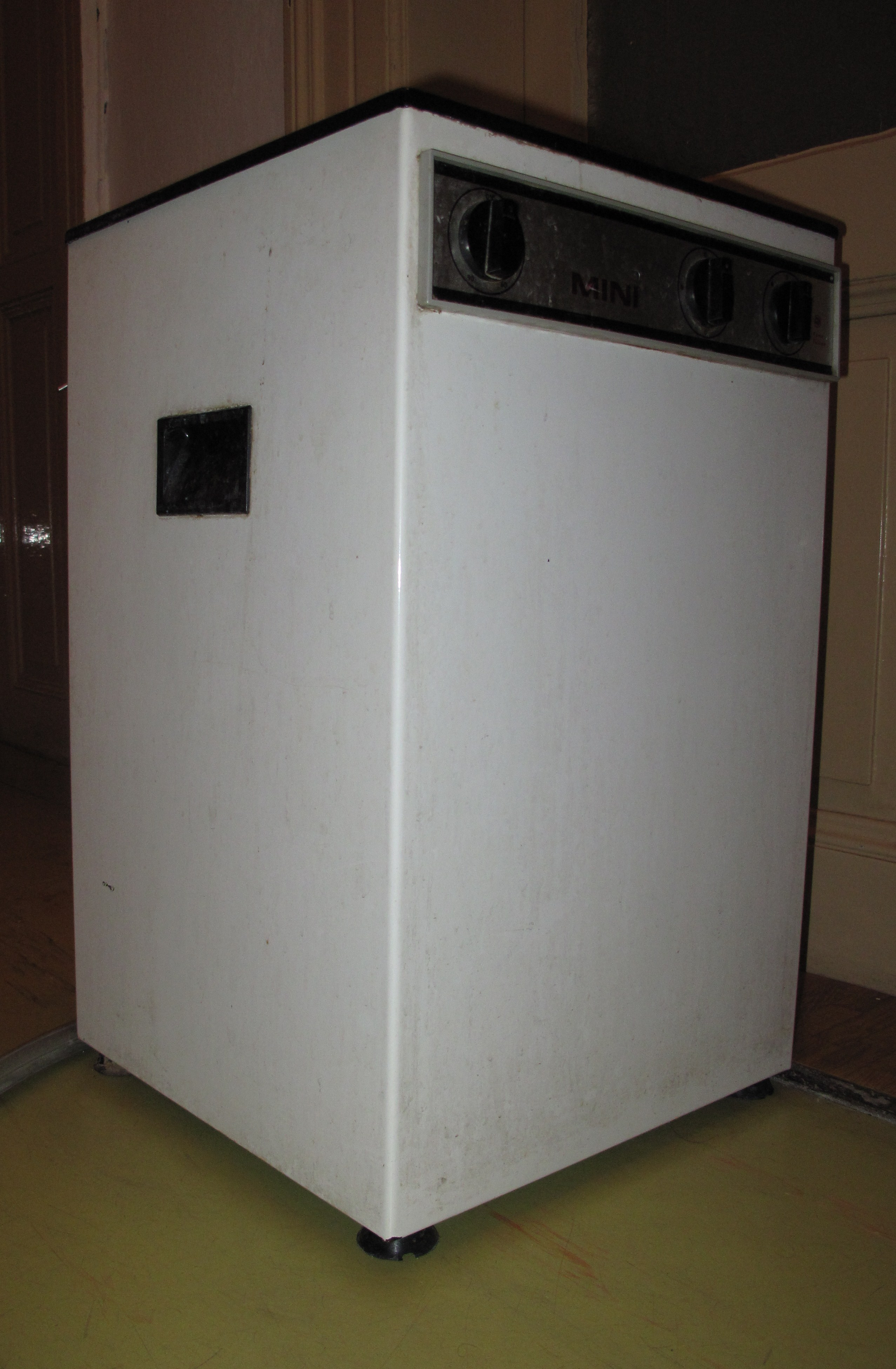
Československá vířivá pračka ROMO 002

## Jednoduché pračky

### Vířivé pračky
Vířivé pračky byly stroje, ve kterých malá, elektromotorem poháněná vrtulka (nebo keramický šnekový vířič) uváděla do pohybu prací lázeň s prádlem. Některé typy se vyráběly ve dvojici s odstředivkou ve stejném těle stroje, tyto typy se často označovaly jako Kombi. V minulosti byly tyto pračky velmi oblíbené a rozšířené a dnes nacházejí uplatnění v malých domácnostech a rekreačních nemovitostech. Jejich výhodou je jednoduchá konstrukce, vysoká spolehlivost, hospodárný provoz a vysoká kvalita praní. Nevýhodou naopak mechanické namáhání prádla otěrem o vířič a nemožnost automatizace.
Mezi nejrozšířenější vířivé pračky v Československu patřily výrobky: 
Kovosmalt Trnava: Perobot VP31/35*. Perota, Virena, Perex*. 
ROMO Fulnek n.p. R54*, Pradlenka, serie R/RC* 
WM 65/66 (Východní Německo) 
*pračky kombinované (odstředivka a pračka)

### Ruční pračky
Ruční pračka je jednoduchý a levný stroj s velkým rotačním pouzdrem poháněným manuálně klikou. Prádlo s vodou a pracím prostředkem jsou plněny ručně.

## Technické parametry praček

### Objem bubnu
Kapacitu bubnu lze rozdělit do třech obecných kategorií:
- Objem do 6 kg – vhodný pro 1–2 osoby
- Objem 6–9 kg – pro běžné rodiny (4 osoby)
- Objem nad 9 kg – pro větší rodiny nebo více osob

Některé moderní pračky využívají funkci "Množstevní automatika", která po vložení prádla automaticky vyhodnotí, jaké množství prádla bude prát a podle toho také uzpůsobí prací program. Taková pračka šetří spotřebu vody a elektrické energie.

### Hlučnost pračky
Pračka s tichým chodem je taková, která během praní nepřekročí 50 dB a při odstřeďování se drží do 70 dB. Tento parametr je vždy vyznačen na energetickém štítku, který je součástí balení.

### Energetická účinnost
Energetická účinnost je udána na energetickém štítku. Praní při nižší teplotě šetří energii. Na prádle pak ale zůstávají nebezpečné bakterie. I teplota 60 °C nemusí stačit.